# Pellaea tripinnata
Pellaea tripinnata là một loài thực vật có mạch trong họ Adiantaceae. Loài này được Baker mô tả khoa học đầu tiên năm 1890.